# Norsjö (plaats)
Norsjö is een plaats in de gemeente Norsjö in het landschap Västerbotten en de provincie Västerbottens län in Zweden. De plaats heeft 2102 inwoners (2005) en een oppervlakte van 228 hectare. De plaats ligt aan het meer Norsjön.

## Verkeer en vervoer
Bij de plaats loopt de Länsväg 365 en verder ook de Länsväg 370.